# Długobór
Długobór (deutsch Langwalde) und Długobór Osada sind zwei Orte  in der polnischen Woiwodschaft Ermland-Masuren. Es gehört zur Gmina Płoskinia (Landgemeinde Plaßwich) im Powiat Braniewski (Kreis Braunsberg).

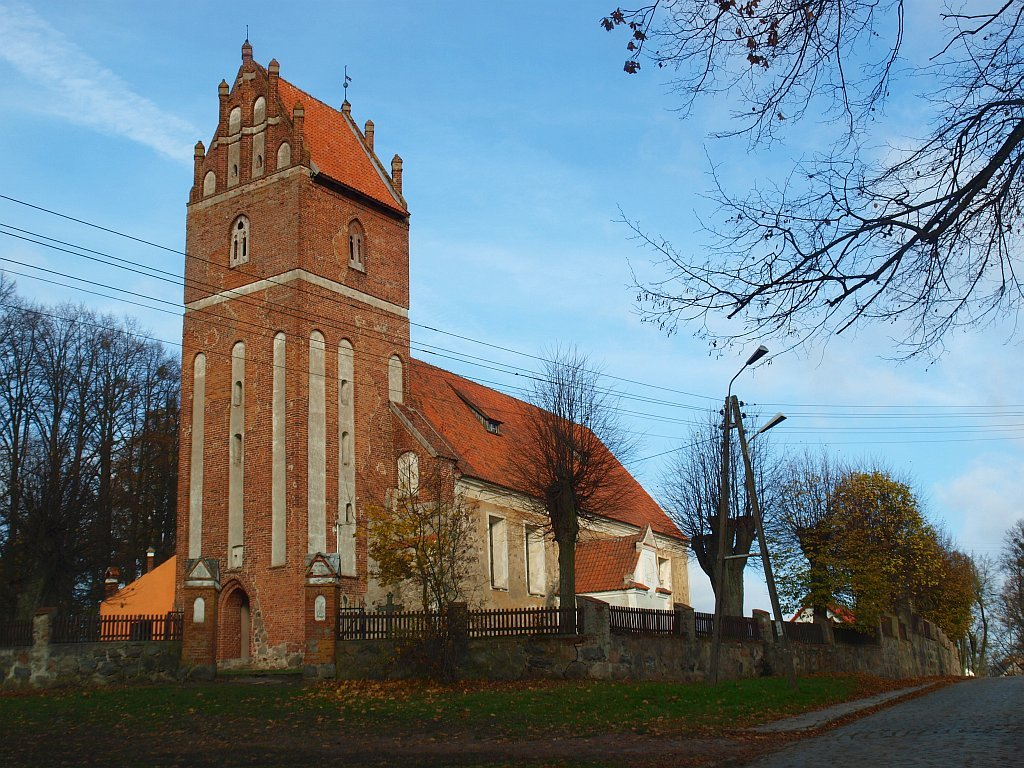
Dorfkirche in Długobór (Langwalde)

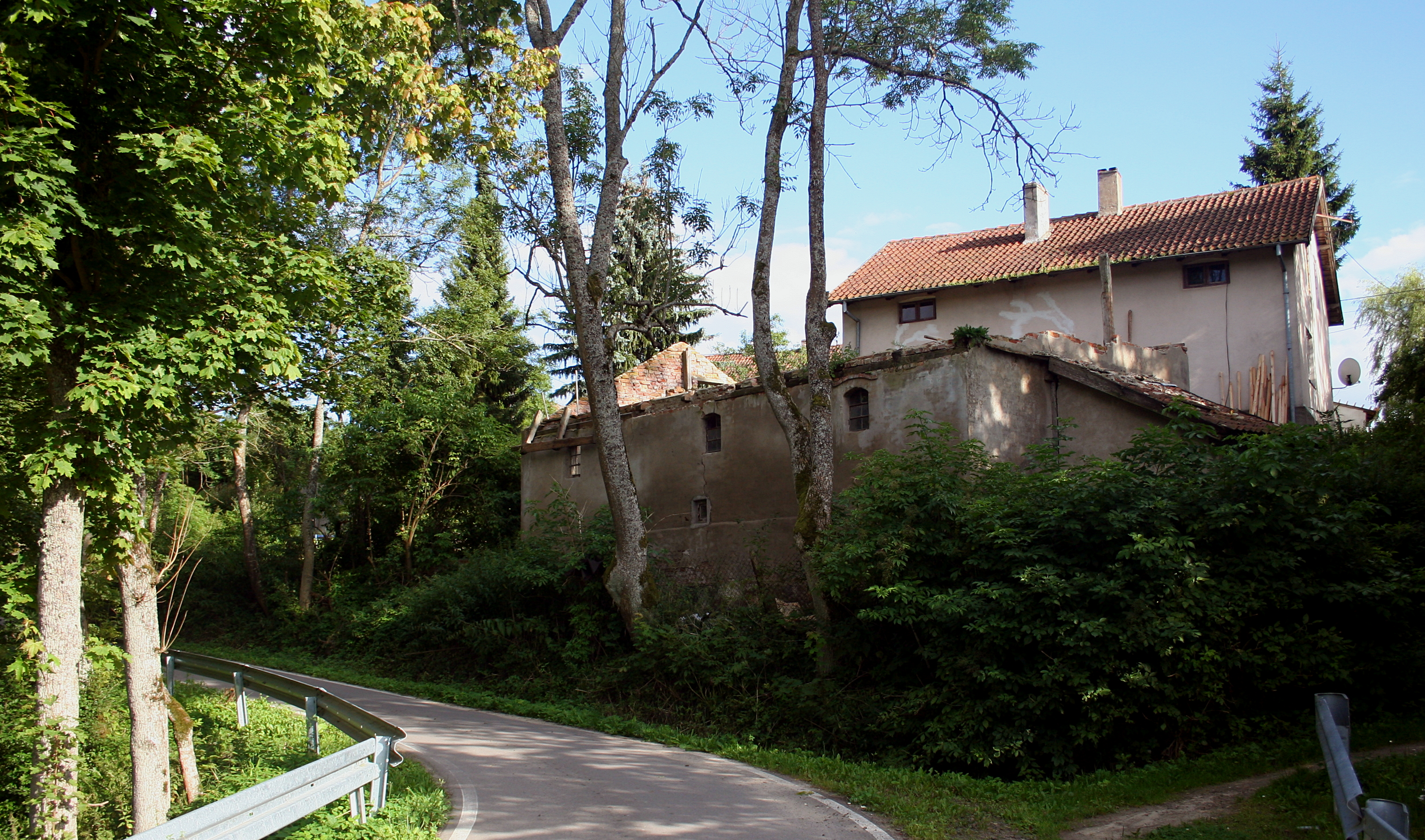
Dorfstraße in Długobór

## Geographische Lage
Das Dorf Długobór liegt an der Pakoszanka, einem Zufluss der Wałsza (Walsch), im Nordwesten der Woiwodschaft Ermland-Masuren, 21 Kilometer südöstlich der Kreisstadt Braniewo (Braunsberg). Długobór Osada liegt wenige hundert Meter östlich des Dorfs.

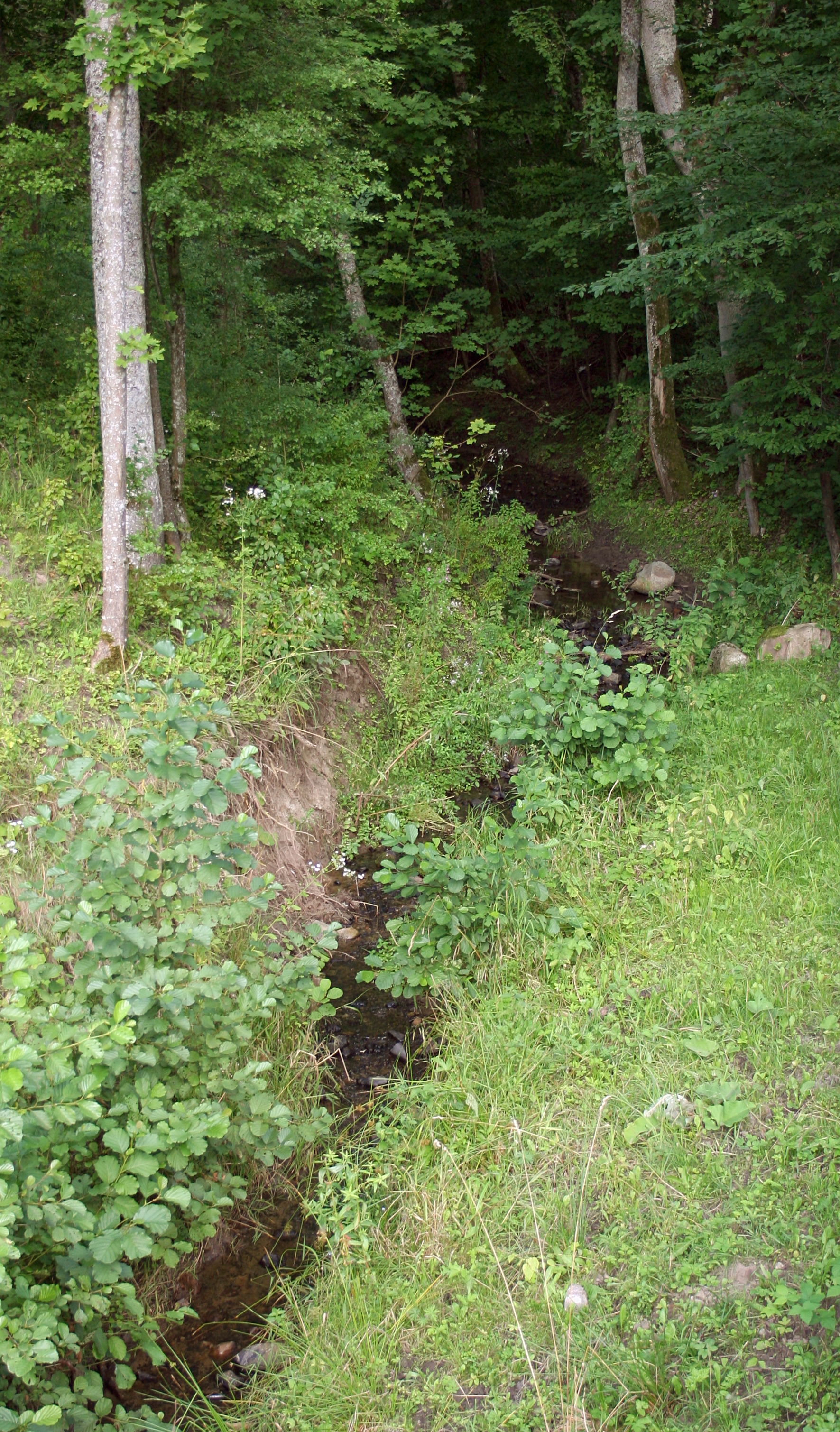
Die Pakoszanka bei Długobór

## Długobór

### Ortsgeschichte
Das seinerzeitige Langwald erhielt 1314 die Handfeste und gewann als Kirchdorf überregionale Bedeutung. Nach 1820 hieß das Dorf Langwalde.
Die Landgemeinde Langwalde wurde am 18. Juni 1874 Amtsdorf und damit namensgebend für einen Amtsbezirk im ostpreußischen Kreis Braunsberg, Regierungsbezirk Königsberg., in den anfangs zwölf Orte eingegliedert waren.
647 Einwohner waren im Jahre 1910 in Langwalde registriert. Ihre Zahl veränderte sich bis 1933 auf 598 und bis 1939 auf 590.
Mit dem gesamten südlichen Ostpreußen kam Langwalde 1945 in Kriegsfolge zu Polen. Das Dorf erhielt die polnische Namensform „Długobór“ und ist heute eine Ortschaft im Verbund der Gmina Płoskinia (Landgemeinde Plaßwich) im Powiat Braniewski (Kreis Braunsberg), von 1975 bis 1998 der Woiwodschaft Elbląg, seither der Woiwodschaft Ermland-Masuren zugehörig.
Am 6. September 2014 feierte man in Długobór das 700-jährige Bestehen. An diesem Tage weihte man einen Gedenkstein feierlich ein, der die Inschrift trägt: 700 Jahre Długobór 1314–2014.

### Amtsbezirk Langwalde (1874–1945)
Zum Amtsbezirk Langwalde gehörten in der Zeit seines Bestehens:
| Deutscher Name   | Polnischer Name   | Anmerkungen                                          |
| ---------------- | ----------------- | ---------------------------------------------------- |
| Freihagen        | Brzostki          | 1928 nach Heistern, Amtsbezirk Woynitt, eingemeindet |
| Gedauten         | Gieduty           |                                                      |
| Groß Körpen      | Kierpajny Wielkie | 1928 nach Bornitt, Amtsbezirk Woynitt, eingemeindet  |
| Klein Körpen     | Kierpajny Małe    | 1928 nach Gedauten eingegliedert                     |
| Klingenberg      | Łozy              |                                                      |
| Langwalde        | Długobór          |                                                      |
| Luben            | Lubień            | vor 1909 nach Wölken eingemeindet                    |
| Packhausen       | Pakosze           |                                                      |
| Podlechen        | Podlechy          |                                                      |
| Scharfenstein    | Ostry Kamień      | 1928 nach Gedauten eingegliedert                     |
| Stigehnen        | Stygajny          | 1928 nach Klingenberg eingegliedert                  |
| Wölken           | Wołki             |                                                      |
| ab 1925: Rawusen | Robuzy            | bis 1925 zum Amtsbezirk Plaßwich zugehörig           |

Im Jahre 1945 bildeten nur noch die Orte Gedauten, Klingenberg, Langwalde, Packhausen, Podlechen, Rawusen und Wölken den Amtsbezirk Langwalde.

## Długobór Osada
Die Siedlung Długobór ist kein regulärer Ort mehr. Sie gilt als „zniesiona osada wsi Długobór“ (= aufgelöste Siedlung des Dorfs Długobór) wird aber immer noch offiziell genannt. Über die ihre Geschichte gibt es keine Belege, so auch nicht über die Zeit vor 1945 und einen etwaigen deutschen Namen.

## Religion

### Römisch-katholische Kirche

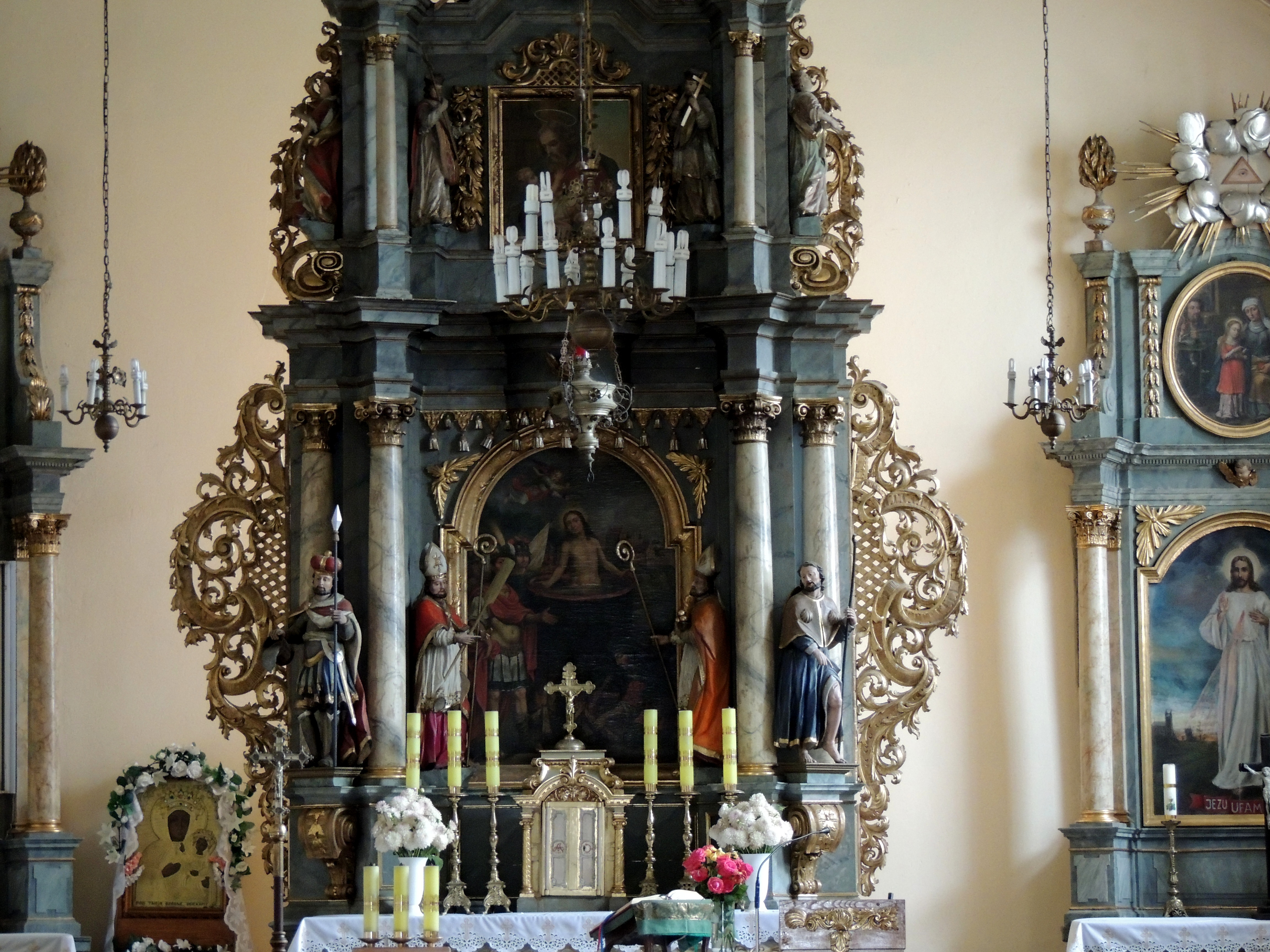
Der Hochaltar

Die römisch-katholische Kirche in Długobór ist ein Feldsteinbau ohne Chor aus der zweiten Hälfte des 14. Jahrhunderts. Ein Turmanbau erfolgte im 16. Jahrhundert, und die Ostseite wurde im 18. Jahrhundert verändert. Auf der Südseite befindet sich eine Vorhalle, auf der Nordseite die Sakristei. Unter der Kirche ist eine Krypta. Die Kirche wurde 1946/1947 und 1950/1951 repariert und von Grund auf erneuert.
Das Kircheninnere wird von einem bemalten Holzgewölbe von 1746 überdeckt. Die Kanzel stammt von 1660, der Hochaltar aus der Zeit um 1750. Sein Mittelbild zeigte das Martyrium des Hl. Veit.
Die Pfarrei Długobór besteht seit 1318. Sie gehört – seit 2022 – zum Dekanat Orneta (Wormditt) im Erzbistum Ermland. Zugeordnet sind die Kirchspielorte:
| Polnischer Name | Deutscher Name | Polnischer Name | Deutscher Name |
| --------------- | -------------- | --------------- | -------------- |
| Długobór        | Langwalde      | Pakosze         | Packhausen     |
| Gieduty         | Gedauten       | Podlechy        | Podlechen      |
| Kierpajny Małe  | Klein Körpen   | Robuzy          | Rawusen        |
| Łozy            | Klingenberg    | Stygajny        | Stigehnen      |
| Lubień          | Luben          | Wołki           | Wölken         |
| Ostry Kamień    | Scharfenstein  | NN.             | Fichtenbruch   |

### Evangelische Kirche
Langwalde war kein evangelischer Kirchort. Das Dorf war in die evangelische Pfarrkirche Mehlsack (polnisch Pieniężno) in der Kirchenprovinz Ostpreußen der Kirche der Altpreußischen Union eingegliedert. Długobór nun gehört zur Diözese Masuren der Evangelisch-Augsburgischen Kirche in Polen.

## Verkehr
Długobór liegt an einer Nebenstraße, die von Pakosze (Packhausen) über Łozy (Klingenberg) und Bardyny (Baarden) bis zur Woiwodschaftsstraße 509 bei Wilczęta (Deutschendorf) verläuft. Eine Bahnanbindung besteht nicht.